# Tomáš Hudeček
Tomáš Hudeček (* 10. května 1979 Olomouc) je český vysokoškolský pedagog a politik. V letech 2013–2014 působil jako primátor hlavního města Prahy, předtím od roku 2011 jako náměstek primátora s působností pro územní rozvoj. Je[kdy?] členem Evropského výboru regionů. Zaměstnán je[kdy?] na Ústavu ekonomiky a managementu VŠCHT v Praze.
V letech 2021 a 2022 byl ředitelem Sekce rozvoje města na Institutu plánování a rozvoje hl. m. Prahy. Je externím poradcem měst a regionů v oblasti strategického, regionálního a územního rozvoje.

## Životopis
Po absolvování gymnázia v Olomouci-Hejčíně zahájil v roce 1997 svá vysokoškolská studia na Přírodovědecké fakultě Univerzity Palackého, obor učitelství matematika a geografie. Doktorské studiu sociální geografie a regionálního rozvoje ukončil v roce 2008 na Přírodovědecké fakultě Univerzity Karlovy v Praze a získal tak titul doktor přírodních věd i Ph.D. V roce 2019 se na Fakultě stavební VŠB-TUO habilitoval v oboru městské stavitelství a inženýrství.
Akademickou a vědecko-výzkumnou činnost vykonával na několika českých univerzitách – Přírodovědecké fakultě UK v Praze, Národohospodářské fakultě VŠE v Praze, Fakultě architektury a Masarykově ústavu ČVUT, Fakultě stavební VŠB-TUO. Je autorem či spoluautorem desítek publikací a monografií. Mezi jeho poslední publikace patří trojdílná rozsáhlá částečně odborná a částečně populárně naučná monografie zabývající se správou měst (i hlavního města Prahy), která byla vydána nejprve knižně v roce 2019 a později též v on-line podobě (Hudeček, T.: Řízení a správa města). Jako výstup jeho dalšího projektu byla v roce 2021 publikována odborná monografie „Hudeček, Kohout, Tittl, Molnárová a kol.: Ostrava, sídliště: Jak dál?“ zabývající se současným stavem a hlavně navrhující opatření vedoucí k dlouhodobé udržitelnosti ostravských sídlišť.
Je členem Mensy Česká republika (od r. 2002, kdy absolvoval vstupní test s výsledkem 160, více test neměřil), České geografické společnosti (od r. 2006, kdy byl zaměstnán na PřF UK v Praze), Českého svazu stavebních inženýrů (od r. 2018, kdy byl zaměstnán na VŠB-TU v Ostravě). V letech 2011–2014 byl členem dozorčí rady Českého Aeroholdingu. Od r. 2023 vykonává neplacenou funkci člena dozorčí rady Výboru dobré vůle – Nadace Olgy Havlové.
V minulosti se věnoval rychlostní kanoistice, hudbě a sportovnímu tanci. Vystudoval v letech 2002 až 2004 trenérství I. třídy na FTK UP v Olomouci. V mládí byl členem kanoistického oddílu TJ Lokomotiva Olomouc, v letech 2012 až 2015 pak členem Klubu vodních sportů Praha. V letech 1999 až 2001 byl předsedou tanečního klubu KST Quick Olomouc. V letech 2010–2015 vykonával funkci předsedy Dozorčí rady a od r. 2023 je členem Výkonné rady Českého svazu tanečního sportu. V mládí hrál jako sólista či člen komorního orchestru na klavír, flétnu a klarinet; příležitostně hraje na saxofon.
Je ženatý, má tři syny.

## Politická kariéra

### Zastupitel a primátor Prahy
V politice se začal aktivně angažovat krátce před později zrušenými volbami do Poslanecké sněmovny PČR v roce 2009. V Praze 8 vykonával do roku 2011 funkci předsedy místního sdružení TOP 09. Od roku 2009 do roku 2014 byl členem předsednictva krajského výboru TOP 09 a po dvě volební období (2010–2018) byl členem Zastupitelstva hl. m. Prahy (za TOP 09 do r. 2014, poté nezávislý). V listopadu 2011 se stal členem Rady hl. m. Prahy a prvním náměstkem primátora. Od 23. května 2013 po odvolání Bohuslava Svobody vykonával jako 1. náměstek činnost primátora, mj. řešil ještě jako 1. náměstek pražského primátora pověřený výkonem funkcí primátora HMP červnovou povodeň 2013 v Praze. Na základě úspěšného zvládnutí povodňové situace byl následně dne 20. června zvolen pražským primátorem, když v tajné volbě v Zastupitelstvu HMP získal 36 z 43 hlasů, kterým zůstal až do konce volebního období do listopadu 2014. Jeho gescemi zůstal územní a strategický rozvoj Prahy a nově přibyla bezpečnost.
Do vedení politické strany nebyl zvolen, avšak přesto se v březnu 2014 stal lídrem kandidátky TOP 09 do Zastupitelstva hlavního města Prahy pro komunální volby v roce 2014. Stal se tak i kandidátem TOP 09 na primátora hl. města Prahy. V říjnu 2014 sice ve volbách obhájil post zastupitele hl. města Prahy, ale TOP 09 skončila s 20,07 % hlasů (tj. 16 mandátů) druhá za hnutím ANO 2011 (22,08 % hlasů a 17 mandátů) a o jediný mandát tak nebyla složena koalice a dne 26. listopadu 2014 byl v nově ustaveném zastupitelstvu zvolen nový primátor. Krátce po volbách byl vedením strany vyzván k odchodu. Dne 15. října 2014 tak Hudeček, doc. Ing. Zdeněk Tůma a Ing. Eva Vorlíčková ze strany společně s mnoha dalšími členy vystoupili. V dubnu 2015 pak vystoupil i ze Zastupitelského klubu TOP 09 v Zastupitelstvu hlavního města Prahy, kde do té doby působil jako nestraník a stal se nezávislým opozičním zastupitelem, kterým zůstal až do konce volebního období v roce 2018.

#### Reforma územního plánování a rozvoje v hlavním městě Praze v letech 2012–2014
Úřadu I. náměstka pražského primátora s odpovědností za územní a strategický rozvoj města se Hudeček ujal v listopadu roku 2011 po vzniku nové pražské koalice TOP 09 a ODS. Jeho reforma územního a strategického plánování hlavního města Prahy čítala 10 projektů a měla za cíl včasné řešení budoucích problémů se zpomalující výstavbou a problémy na trhu s bydlením.
Prosadil přípravu nového územního plánu, takzvaného Metropolitního plánu, které v r. 2012 odsouhlasilo Zastupitelstvo hlavního města Prahy. Jmenoval ředitelem Kanceláře metropolitního plánu na Institutu plánování a rozvoje hlavního města Prahy vysokoškolského pedagoga FA ČVUT v Praze, urbanistu a architekta prof. Romana Kouckého.
Inicioval[zdroj?] a zahájil transformaci tehdejšího Útvaru rozvoje hlavního města na moderní Institut plánování a rozvoje hlavního města Prahy.
Vyhlásil projekt Praha pro lidi, v jehož rámci se organizovaly veřejné debaty, workshopy a diskuze pro občanská sdružení, zástupce Prahy, městských částí, pro odborníky a širokou veřejnost, a to v urbanisticky problematických částech Prahy.
Pro zajištění odborné diskuze o rozvoji hlavního města Prahy založil expertní fórum nazvané Ozvučná deska, které se 4 ročně scházelo a projednávalo veškeré strategické dokumenty a rozvojové záměry politického vedení města.
Byl iniciátorem tvorby a předkladatelem nových Pražských stavebních předpisů, umožňujících rozvoj kompaktního města krátkých vzdáleností.
V rámci Institutu plánování a rozvoje inicioval založení Kanceláře veřejného prostoru a do rozhodovacích procesů města následně implementoval touto kanceláří vytvořený Manuálu veřejných prostranství a také Koncepci pražských břehů a náplavek.
Jako jednu z největších priorit měl a dokončil soudem vrácenou aktualizaci Zásad územního rozvoje hlavního města Prahy. Tento dokument, jehož poslední verze byla v oblastech vedení Pražského okruhu a rozšíření pražského letiště pozastavena rozhodnutím soudů v roce 2011, byl Zastupitelstvem hlavního města Prahy schválen v září roku 2014. Nová projednaná aktualizace Zásad územního rozvoje umožňovala znovu (za)vedení Pražského okruhu v částech D1-Běchovice, v severní části pak v tunelu přes Městskou část Praha-Suchdol, stejně jako možnost realizovat druhou paralelní dráhu na Letišti Václava Havla Praha.
Zahájil aktualizaci Strategického plánu hlavního města Prahy a realizaci informačního střediska hlavního města Prahy a Institutu plánování a rozvoje – v roce 2016 vzniklé Centrum architektury a městského plánování (CAMP).

### Krajské volby 2020
V krajských volbách v roce 2020 kandidoval do Zastupitelstva Moravskoslezského kraje z 37. místa kandidátky koalice „STAN, ZELENÍ a NEZÁVISLÍ“, ale nebyl zvolen.

### Kandidatura do Senátu
Ve volbách do Senátu PČR v roce 2022 kandidoval jako nezávislý v obvodu č. 19 – Praha 11. Jeho kandidaturu finančně podpořili např. bývalý guvernér ČNB Zdeněk Tůma a někdejší ministr zahraničních věcí ČR Karel Schwarzenberg. Svou podporu mu vyjádřili také popularizátor společenské etikety Ladislav Špaček, tanečník Zdeněk Chlopčík a moderátor Honza Dědek. Se ziskem 14,63 % hlasů se umístil na 3. místě, a nepostoupil tak do druhého kola voleb.

## Kauza Opencard
V letech 2013–2021 čelil společně s tehdejším primátorem doc. MUDr. Bohuslavem Svobodou, CSc. a dalšími 8 radními a 5 úředníky obvinění a obžalobě v rámci nechvalně proslulé karty pražana (Opencard), projektu zděděném v radě hlavního města Prahy po předchozí politické reprezentaci. Případ dozorovala později v jiné kauze trestně stíhaná státní zástupkyně Dagmar Máchová. Znalecký posudek vytvořila znalecká kancelář Česká znalecká, Ministerstvem spravedlnosti ČR označená za nevěrohodnou.
Soudnímu senátu po dobu 6 let předsedal soudce JUDr. Alexandr Sotolář, následně usvědčený z přepisování výpovědí obžalovaných a svědků a v kárném řízení později zbavený funkce předsedy soudních senátů. Až výměna soudního senátu v potřetí opakovaném líčení v roce 2020 ukončila 7 let trvající soudní blamáž. V březnu 2021 se Hudeček dočkal omluvy od Ministerstva spravedlnosti za nezákonné stíhání.
V únoru 2024 mu soud přiznal odškodnění ve výši 763 tisíc korun.